# しんけん!!
『しんけん!!』は、DMMゲームズより配信されていたブラウザゲーム。 稀代の名刀と縁を結んだ「真剣少女」を収集・強化し、戦場の敵を討伐していくラインディフェンスシミュレーションゲーム。
ブラウザゲーム版は2015年1月14日からβテストを行い、終了後事前登録期間を経て4月23日から正式サービス開始。基本プレイ無料のアイテム課金制。2017年9月29日にてサービスを終了、2019年12月16日にアプリ版『しんけん魁!!』が配信された。
本記事はブラウザゲーム版を運営していた頃をメインにして記述する。

## 概要

### しんけん!!
プレイヤー（ゲーム中では「刀匠」という位置付け）は日本刀を手にした女子高生「真剣少女（しんけんしょうじょ）」と呼ばれるキャラクターを集め、屋敷町を復興させながら最大編成熱量分までの人数を編成してフィールドに配置し、右端から突進してくる「憑喪（つくも）」と呼ばれる敵を左端の防衛ラインを突破させずに全滅させて勝利を目指す。ゲームシステムは、タワーディフェンスタイプのゲームとなっている。
ユニットとなる真剣少女には刀種によってタテヨコの消費フィールドマスが存在し、大きな刀になればなる程攻撃力が高く攻撃範囲が広くなる。ただし戦場よってはタテ幅が1マスしかないフィールドや配置不可マスの障害物が存在するフィールドも存在するので大太刀や太刀などのタテヨコ幅が2マス以上消費する刀種だけ使用すれば戦闘に勝利できるとは限らない物となっており、タテ幅の広い刀種程切れ味値が減りやすいと言う欠点も持っている。戦闘中に受けたダメージを回復させるには回復アイテムを使う、熱量を消費して「気合」を使用する、「休憩」を使用する、一部真剣少女が所有するHP回復の奥義を使用すれば回復できる。ただし「気合」は使う度に必要熱量が増加する為回数制限がある。戦闘中にHPが0になると「ユニット敗北」となり、衣装破損のイラストが表示されてフィールドから離脱して一定時間使用不能になる。この仕様により、何度でもユニット敗北になっても戦闘中に死亡してキャラクターが失う事はない。
戦闘に勝利すると真剣少女の好感度が上がり、戦闘に敗北すると好感度が下がる。切れ味値が0に近い状態で好感度が低いと高確率でユニットが妖刀少女化してさまざまなデメリットが発生するようになる。
真剣少女の新規作成方法は、鍛刀にて「魂鋼(たまはがね)」を使用して熱量を加えて作り出すのが基本だが魂鋼の質によってレア真剣少女が作れる確率が変わる。また妖刀少女や妖刀鬼女を元に戻す場合も鍛刀を使えば戻せるがその場合は新規作成の場合よりも多量の熱量や魂鋼が必要となる。鍛刀に使用する熱量も多ければ最初から「業物」以上の等級を持つ強い真剣少女が作れる確率が高くなるが等級の高い真剣少女はレベル1であっても編成に必要な熱量とレベルアップに必要な経験値が多くて育てづらい為最低限分の鍛刀熱量で作れる「なまくら」の等級であっても育成には差し支えはない。
真剣少女のパワーアップ方法はレベルアップ、試斬、奉納の3つがあり、試斬では「なまくら」、「業物」、「良業物」、「大業物」、「最上大業物」の等級があり、奥義を習得していない真剣少女は三段をクリアすると習得し、十段をクリアするとステータスと必要熱量の増加と引き換えに等級が1ランク上がる。
奉納は巫女を務めている真剣少女に奉納品を捧げる事によってステータスが上昇するが同じ真剣少女を奉納品にした場合だとステータスが大幅に上昇する。また巫女と奉納品が同じ等級の試斬段位の同名の真剣少女だった場合一定数奉納すると刀の等級が上昇する。またレベル100で最上大業物の十段まで到達した真剣少女は奉納コマンド内にある「抜身御供」を実行する事によってさらに最高レベルの上限値を上げる事が可能になる。奉納品となった真剣少女は消滅する。
本作の型録の仕様は、ユニット敗北時と奥義発動時を全て含めて好感度が低い、通常、高いの一枚絵と妖刀少女時の一枚絵、およびSDキャラユニットのアニメーション動画パターンを全て集めなければコンプリートとならない物となっている。妖刀鬼女も型録収録対象だが妖刀鬼女はイベントでの登場および戦場や「魂鋼（蝕）」を使用した鍛刀で低確率でしか出現しない為収録するには困難を極める。

### しんけん魁!!
EXNOA LLCのライセンスに基づきstudio PROSPECTが開発および運営を行っているスマートフォン用アプリゲーム。ブラウザ版(以下PC版と表記)からシステム上大幅な変更点が加えられておりストーリーも一新されている。
戦闘はPC版では複数エリアに最大16名までの真剣少女を配置して右から現れる憑喪を討伐する物だったがスマホ版では1つのエリアで最大6名までの真剣少女を配置して右から現れる憑喪を討伐する物に変更となった。真剣少女が戦闘中に体力が0になるとその時点で戦闘から離脱となって基本的に戦闘に再復帰できない仕様となった。そのため戦闘の敗北条件に「真剣少女の全滅」も加わっている。奥義はPC版から効果が変更されたキャラクターがおり1回の戦闘にて高い等級になると発動回数が増加するようになっている。
鍛刀はPC版での魂鋼の数と種類と熱量によってレア度と等級が決まる物だったがスマホ版では魂鋼1個と熱量10で実行する物となり、いわゆる「新しい真剣少女獲得のガチャ」と変更されている。スマホ版では有料の「特級鍛刀」が実装されている。研磨はPC版の研ぎ師1人につき最大5名までの真剣少女の研磨から研ぎ師1人につき1名の研磨に変更されている。
試斬はPC版から仕様変更されてレベル上限のリミッターとなっておりそれぞれの段位の十段をクリアしなければレベルが上昇しないようになっている。この仕様変更により奉納で同じ真剣少女を複数奉納しても刀の等級がランクアップはしなくなっている。真剣少女が試斬をクリアする事で奥義を覚える事はPC版と同じだが当作ではなまくらの十段のクリアが条件となっている。
真剣少女はPC版に登場したキャラクター全員が初期実装でなくPC版のサービス中期から後期に登場した神剣少女を始めとする一部のキャラクターが未実装となっている。なお初期実装キャラクターにはサービス中期から後期にかけて転入してきた者もおり、未実装キャラクターにはPC版初期実装だった蛍丸あそも含まれた為ストーリー上意図的に伏せられている物と考えられる。「戦績」の項目の「全ての刀剣数」の刀種にPC版では存在しなかった「槍」や「薙刀」の項目が存在する為今後スマホ版で初登場となる新しい真剣少女の実装も予定されている。

## 登場キャラクター

### 真剣少女
本作のキャラクターは稀代の名刀と縁を結んだ普通の女子高生である為日本刀の萌え擬人化ではない物となっており、新キャラクター実装時は公式からの呼称は「転入生」と呼ばれている。またビジュアルや名前は実在する刀や持ち主をモチーフとしており、振るう日本刀は刃紋や拵えなど実在するものは全日本刀匠会の監修により忠実に再現されている。なお、本作の型録には「刀派」のデータは存在しない。
本作のキャラクターに関する情報の出典はゲーム内の型録、および『キャラクター』のページ参照。
声優およびデザイナーの名前の『/』の後ろはしんけん魁!!での名義。

#### 短刀
| キャラクター名 | 使用武器            | 奥義名                       | 声優       | キャラクターデザイン |
| -------------- | ------------------- | ---------------------------- | ---------- | -------------------- |
| 赤木柄はこ     | 赤木柄短刀          | 裏目千両（うらめせんりょう） | 多田和希   | ゼンマイブック       |
| 朝倉ふじ       | 朝倉藤四郎          | 象牙の塔（ぞうげのとう）     | 新田可南   | ゼンマイブック       |
| 上部たいま     | 上部当麻            | 蓮華往生（れんげおうじょう） | 渡辺華恵   | 鰐皮孫ノ手           |
| 左文字さよ     | 小夜左文字          | 閻魔裁き（えんまさばき）     | 高倉芹恵奈 | 鰐皮孫ノ手           |
| 貞宗こうず     | 上野貞宗            | 虎挟み（とらばさみ）         | 一ノ瀬月琉 | iltusa               |
| 新藤五あいず   | 会津新藤五          | 和気風炉（わきふうろ）       | 藤島亜美   | クロトキ椿           |
| 大黒正宗ぎん   | 大黒正宗            | 銀小槌（しろがねこづち）     | 高田まどか | すをん               |
| 竹貫いつみ     | 銘 東備産竹貫斎義隆 | 満願宝珠（まんがんほうじゅ） | 中野さいま | 雪火                 |
| 藤四郎あつみ   | 厚藤四郎            | 熊手突き（くまでづき）       | 珠ひよこ   | べる                 |
| 日向正宗かちな | 日向正宗            | 黄金扇（こがねおうぎ）       | 堀川さつき | 霜枝kw               |

#### 脇差
| キャラクター名                                   | 使用武器     | 奥義名                                              | 声優              | キャラクターデザイン         |
| ------------------------------------------------ | ------------ | --------------------------------------------------- | ----------------- | ---------------------------- |
| 青江にか                                         | にっかり青江 | 石塔切り（せきとうぎり） （鬼）赤地蔵（あかじぞう） | 佐藤舞/文月みれい | 霜枝kw                       |
| 骨喰りん                                         | 骨喰藤四郎   | 骨破微塵（こっぱみじん）                            | 小林菜美          | 霜枝kw                       |
| 貞宗ものよ                                       | 物吉貞宗     | 万福招来（ばんぷくしょうらい）                      | 一ノ瀬月琉        | iltusa                       |
| 首座のぞみ                                       | 希首座       | 因中有果（いんちゅううか）                          | 永山ゆかり        | bthx                         |
| 鯰尾ふくら                                       | 鯰尾藤四郎   | 瓢箪鯰（ひょうたんなまず）                          | 稲吉唯            | たらんぼマン                 |
| 雷切ちどり                                       | 雷切丸       | 紫電一閃（しでんいっせん）                          | 金元寿子          | bthx(原案)、牡丹餅加減(制作) |
| 以下はしんけん魁!!にて初登場となったキャラクター |              |                                                     |                   |                              |
| 火車切ひろみ                                     | 火車切広光   | 飛火粉（とびひのこ）                                | 夜道雪            | iltusa                       |

#### 打刀
| キャラクター名 | 使用武器   | 奥義名                                                        | 声優                      | キャラクターデザイン |
| -------------- | ---------- | ------------------------------------------------------------- | ------------------------- | -------------------- |
| 会津正宗れお   | 会津正宗   | 突貫穿（とっかんせん）                                        | 長濱愛梨                  | すをん               |
| 芦葉ごう       | 芦葉江     | 芦刈（あしかり）                                              | 川岸麻那                  | ゼンマイブック       |
| 桑名ごう       | 桑名江     | 蜃楼（かいやぐら）                                            | 中出純奈                  | ゼンマイブック       |
| 五月雨ごう     | 五月雨江   | 雨礫（あめつぶて）                                            | 佐藤春菜/雨月春菜         | ゼンマイブック       |
| 村雲ごう       | 村雲江     | 白雲屏風（しらくもびょうぶ） （鬼）多岐亡羊（たきぼうよう）   | 珠ひよこ                  | ゼンマイブック       |
| 池田正宗ながよ | 池田正宗   | 擬鳳蝶蛾（あげはもどき）                                      | 森谷遥                    | 潮音/栞音            |
| 石田正宗きりこ | 石田正宗   | 影隠（かげかくし）                                            | 多田和希                  | K猫                  |
| 一文字なずみ   | 南泉一文字 | 南泉斬猫（なんせんざんみょう） （鬼）身削身裂（みそぎみさき） | 猫体質                    | たらんぼマン         |
| 津軽正宗じょう | 津軽正宗   | 天狗隠し（てんぐかくし）                                      | あきあき                  | たらんぼマン         |
| 長船あたき     | 安宅切     | 群旗立（むれはたたて） （鬼）満天罰（まんてんばつ）           | 新田可南                  | 鰐皮孫ノ手           |
| 左文字みよし   | 宗三左文字 | 鳳凰翼（ほうおうよく） （鬼）紅煉獄（ぐれんひとや）           | 山本椛                    | 鰐皮孫ノ手           |
| 長谷部しきり   | 圧切長谷部 | 大重（おおがさね）                                            | 芹山結衣                  | 鰐皮孫ノ手           |
| 歌仙むつみ     | 歌仙兼定   | 六六鱗（ろくろくりん）                                        | 藤原ゆか                  | bthx                 |
| 兼光およぎ     | 波遊ぎ兼光 | 波濤万里（はとうばんり）                                      | 宮田あさみ                | phima                |
| 同田貫まさ     | 同田貫正国 | 真っ向兜割り（まっこうかぶとわり）                            | 山崎あすか                | nueco                |
| 菱作はむろ     | 菱作打刀   | 弾丸列車（だんがんれっしゃ）                                  | 小泉愛菜                  | nueco                |
| 中務正宗ただか | 中務正宗   | 不落砦（ふらくとりで）                                        | 中野明里                  | ヤマ                 |
| 鳴狐くによ     | 鳴狐       | 昏々剣（こんこんけん） （鬼）眠囃子（ねむりばやし）           | 池畑希美                  | たつよ               |
| 八文字ちょうぎ | 八文字長義 | 鉢割発破（はちわりはっぱ）                                    | 田端皆美                  | シリオ               |
| 村正せんこ     | 銘 村正    | 剣呑剣（けんのんけん） （鬼）禍津風（まがつかぜ）             | 新井美羽/美羽リッパリーニ | O嬢                  |
| 分部しづ       | 分部志津   | 禍福倚伏（かふくいふく）                                      | 新井歩                    | オバチン             |

#### 小太刀
| キャラクター名 | 使用武器 | 奥義名                                                  | 声優   | キャラクターデザイン |
| -------------- | -------- | ------------------------------------------------------- | ------ | -------------------- |
| 鳥養くにと     | 鳥養国俊 | 墨痕淋漓（ぼっこんりんり）                              | 稲吉唯 | コナタエル           |
| 長光かんな     | 鉋切長光 | 肉叢削ぎ（ししむらそぎ） （鬼）人杭柱（ひとくいばしら） | 七星舞 | O嬢                  |

#### 太刀
| キャラクター名                                   | 使用武器               | 奥義名                                                          | 声優              | キャラクターデザイン |
| ------------------------------------------------ | ---------------------- | --------------------------------------------------------------- | ----------------- | -------------------- |
| 秋草ゆき                                         | 秋草文黒漆太刀         | 秋月夜（あきづきよ）                                            | 山勢亜希子        | シリオ               |
| 景光りゅうこ                                     | 小龍景光               | のぞき龍（のぞきりゅう） （鬼）逆鱗斬（げきりんざん）           | 石岡絵美          | シリオ               |
| 一文字にちこ                                     | 日光一文字             | 燦々天道（さんさんてんとう）                                    | 藤田夕希          | たらんぼマン         |
| 一文字めづる                                     | 姫鶴一文字             | ぬばたま搦み（ぬばたまがらみ）                                  | 片平愛理          | たらんぼマン         |
| 大包平ながめ                                     | 大包平                 | 大平包（おおひらつつみ）                                        | 竹下礼奈          | たらんぼマン         |
| 大典太みつよ                                     | 大典太光世             | 豊息吹（とよいぶき） （鬼）魂散（たまちらし）                   | 福圓美里          | 雪火                 |
| 鬼丸つな                                         | 鬼丸国綱               | 禍角落とし（まがつのおとし） （鬼）鬼門開き（きもんびらき）     | 加藤英美里        | べる                 |
| 国行あかし                                       | 明石国行               | 八臂顕現（はっぴけんげん）                                      | 成田沙季          | べる                 |
| 狐ケ崎きっか                                     | 狐ヶ崎為次             | 俎上両断（そじょうりょうだん） （鬼）荼枳尼舞（だきにまい）     | 安達めぐみ        | ゼンマイブック       |
| 数珠丸れん                                       | 数珠丸                 | 久遠伽藍（くおんがらん） （鬼）羅刹縛（らせつばく）             | 小林ゆう          | ゼンマイブック       |
| 毛抜こじし                                       | 沃懸地獅子文毛抜形太刀 | 獅子奔（ししばしり）                                            | 一ノ瀬月琉        | 冬空実               |
| 毛抜らでん                                       | 金地螺鈿毛抜形太刀     | 螺旋観音（らせんかんのん）                                      | 藤原ゆか          | 鰐皮孫ノ手           |
| 左文字こゆき                                     | 江雪左文字             | 泡雪崩（ほうなだれ）                                            | 七星舞            | 鰐皮孫ノ手           |
| 小烏もろは                                       | 小烏丸                 | 烏羽騙（うばだまし）                                            | 川端しおり        | ninnzinn             |
| 真光したら                                       | 銘 真光                | 力鼓舞（ちからこぶ）                                            | 田端皆美          | ninnzinn             |
| 信房こまき                                       | 銘 信房作              | 乱狗跋扈（らんくばっこ）                                        | 斎藤加那          | ninnzinn             |
| 獅子王やとり                                     | 獅子王                 | 眠り乱獅子（ねむりらんじし） （鬼）雷音咆哮（らいおんほうこう） | 阿部心            | K猫                  |
| 鶴丸くにえ                                       | 鶴丸国永               | 千羽織り（せんばおり） （鬼）鶴翼刃（かくよくじん）             | 新井歩            | たつよ               |
| 三日月ちか                                       | 三日月宗近             | 綺羅微塵（きらみじん） （鬼）破天赫映（はてんかぐや）           | 井上喜久子        | たつよ               |
| 龍門のぶよ                                       | 龍門延吉               | 羽化登仙（うかとうせん）                                        | 佐藤舞/文月みれい | たつよ               |
| 童子切らいこ                                     | 童子切安綱             | 神便鬼毒（じんべんきどく） （鬼）軛断ち（くびきだち）           | 福原綾香          | iltusa               |
| 一振いちご                                       | 一期一振               | 一期一会（いちごいちえ）                                        | 森谷遥            | iltusa               |
| 以下はしんけん魁!!にて初登場となったキャラクター |                        |                                                                 |                   |                      |
| 大般若ひかり                                     | 大般若長光             | 経文簾（きょうもんすだれ）                                      | 日葵わこ          | O嬢                  |

#### 大太刀
| キャラクター名 | 使用武器     | 奥義名                                                      | 声優                | キャラクターデザイン |
| -------------- | ------------ | ----------------------------------------------------------- | ------------------- | -------------------- |
| 柏あやめ       | 柏太刀       | 女天下（おんなてんが）                                      | 曽山友花里          | 潮音/栞音            |
| 瀬登だいや     | 瀬登太刀     | 潮津波（しおつなみ）                                        | 岡山芽唯美          | 潮音/栞音            |
| 祢々切ふたら   | 祢々切丸太刀 | 見敵必殺（けんてきひっさつ）                                | 堀川さつき          | 潮音/栞音            |
| 蛍丸あそ       | 蛍丸国俊     | 車胤聚蛍（しゃいんしゅうけい） （鬼）流火垂（ながれぼたる） | 芹山結衣            | 潮音/栞音            |
| 永則いずも     | 出雲守永則   | 舵切（かじきり）                                            | 岩上あやか/岩上彩華 | phima                |

#### 直刀
| キャラクター名 | 使用武器   | 奥義名                       | 声優   | キャラクターデザイン |
| -------------- | ---------- | ---------------------------- | ------ | -------------------- |
| 椒林ひのえこ   | 丙子椒林剣 | 如意法輪（にょいほうりん）   | 脇田唯 | オギノ               |
| 七星とみみ     | 七星剣     | 北斗奏上（ほくとそうじょう） | いつき | オギノ               |

#### 剣
| キャラクター名               | 使用武器       | 奥義名                      | 声優     | キャラクターデザイン |
| ---------------------------- | -------------- | --------------------------- | -------- | -------------------- |
| フランベルジェ・モントーバン | フランベルジェ | flamboyan（フランボワヤン） | 秦佐和子 | すをん               |

#### 神剣
| キャラクター名 | 使用武器 | 奥義名                     | 声優       | キャラクターデザイン |
| -------------- | -------- | -------------------------- | ---------- | -------------------- |
| 羽々斬あめの   | 天羽々斬 | 八津身顎門（やつみあぎと） | 谷口祐加   | 鰐皮孫ノ手           |
| 御魂ふつ       | 布都御魂 | 千斬腕（ちぎりかいな）     | 福園つばさ | 鰐皮孫ノ手           |

#### 未実装
以下はしんけん!!キャラクターブックでラフスケッチ画公表のみでPC版ではお蔵入りとなったキャラクター。もしくはしんけん魁!!公式ツイッターで実装予定を公表したキャラクターである。
なおスマホ版で実装された場合は該当項目に記す事とする。
| キャラクター名 | キャラクターデザイン |
| -------------- | -------------------- |
| 古今つたえ     | シリオ               |
| 北谷なきり     | 又市マタロー         |

### ノンプレイヤーキャラクター
以下はユニットとして戦闘に出ないが各戦場のエピソードや屋敷町の施設に登場するキャラクターである。
| キャラクター名          | 声優     | キャラクターデザイン |
| ----------------------- | -------- | -------------------- |
| 八重垣いちこ 草薙いちこ | 山本椛   | 鰐皮孫ノ手           |
| ツッチー                | 中出純奈 | 鰐皮孫ノ手           |
| 御蔵ぼっこ              | 阿部心   | たらんぼマン         |

### 敵キャラクター

#### 憑喪
飛来した隕石群「大天狗」の欠片から生まれた謎の生命体。エネルギーを喰い荒らし人々の命にも手をかけてくる人類の敵。キャラクターデザインはPICOGRAPHが行っており複数の個体が確認されており、中には飛行可能な物や巨大な個体も存在する。
各個体の憑喪にも名前が存在しており、それらは戦闘画面のWave開始前の画面にて明記されており、名前の元ネタは主に『百器徒然袋』『画図百鬼夜行』『今昔画図続百鬼』などから用いられている。

#### 妖刀少女
真剣少女が妖刀化したキャラクター。ビジュアルは真剣少女の色違いの反転バージョンをモチーフとしており、各キャラクターのセリフも負の感情をむき出しにした物となっている。
ゲーム内では好感度が低くかつ切れ味値が低い状態になると戦闘時にランダムで妖刀化する物と戦闘時に特定のフィールドにて突如襲ってくる物の二種類が存在する。戦闘時に突如襲って来た妖刀少女は倒すと捕縛して妖刀少女のまま仲間にする事が可能であるが防衛ラインを突破されるとそのまま住民にダメージが入る物となっている。編成時に妖刀少女や妖刀鬼女を加入させてフィールドに出すとランダムで敵に寝返る事があるが寝返った妖刀少女や鬼女は倒しても防衛ラインを突破されても編成から消滅する事はない。
開発段階では第一段階のゾンビのような状態と位置づけており、人を殺す道具としての刀の怖さを表現する物として取り入れた要素である。

#### 妖刀鬼女
真剣少女が憑喪化したキャラクターで開発段階では妖刀少女がもう一段階上がった物と位置づけている。ビジュアルは既存の真剣少女とは異なり妖刀鬼女用の別デザインを使用している。
ゲーム内ではレアキャラクターとして主にイベント内にて獲得できるキャラクターとなっており、既存の真剣少女とは異なる名前の奥義を使用する。また敵として倒した時の捕縛時に捕縛鎖を破壊して逃亡する為捕縛はランダムで成功する物となっている。
なお、妖刀鬼女は全キャラクター実装されておらず、中には左文字こゆきみたくエピソードには登場したがユニットとして未実装となった物や真剣少女の日本刀展にてビジュアルが公開されていたがお蔵入りとなった一文字めづるの例もある。

#### 妖刀鬼　月山童子
真剣少女の誕生以前に憑喪の対抗策に試作として作られた8名の真剣少年の1人「月山ヤマト」が妖刀鬼と化した姿。キャラクターデザインはたつよ。彼の肉体に埋め込まれた魂鋼から赤い龍の憑喪が出てきて肉体を乗っ取っている。PC版において唯一登場した明確な男性キャラクターで日本刀「大和住月山貞伸」と縁を結んでいる。
ゲーム内では特定エリアに登場するボスキャラクターで奥義は全エリアへの大ダメージを与える攻撃を放つ「月輪砲（がちりんほう）」。発動時にカットインが入る演出が存在する。
人間が元となった憑喪ではあるが倒しても捕縛して仲間にする事はできない。
なお月山童子以外の男性キャラクターはしんけん!!キャラクターブックp122、123にて6名が「未知のキャラクターたち」としてラフスケッチ画が公表されているのみである。

## 制作

### 企画
最初の企画提案は、2013年7月に開発を担当しているアニメーション企画・制作会社のPICOGRAPHが日本刀を集めた書籍にも携わっており、日本刀に対して造詣が深く日本刀を題材にしたゲームを一緒に作れないかと考えて決断したものである。最初の企画案は学園物で山奥から出た少女「五月あまえ」（現在の「五月雨ごう」の原案）を主人公にした物であった。
本作の正式サービス時には同じくDMMゲームズから先行サービス開始していた日本刀を題材としたゲーム「刀剣乱舞」が流行りだしているが開発スタッフとの繋がりはなく、同時期にリリースとなったのは偶然の事であり、存在を知ったのは制作開始した後である。
また本作の登録者には刀剣乱舞から興味を持って貰ったユーザーもいる為人気の恩恵を受けている事も認めており、結果的にお互いを高め合う関係になっていたと述べている。
2018年9月29日にはスマートフォン用ソフト「しんけん!!魁」を2019年にリリース予定を正式発表した。これと同時にコミカライズ作品制作予定も発表した。
2019年11月21日に商標使用問題回避上の理由によりスマホ版正式タイトルを「しんけん魁!!」に決定する。
2020年8月20よりコミカライズ作品「真剣少女探剣記」第一話が毎週数ページずつTwitter限定にて公開される。

### 長谷部しきり
長谷部しきりは本作の正式サービス前の情報公開時から特に人気が高い事で知られている。彼女がマシュマロ系女子と言うデザインになった経緯は女性スタッフによるアイデアによるもので当初はマニアックな人気が出ると開発側では予想していたが予想以上に反響が大きかったと述べている。
そして正式サービス後に2015年11月20日発売のファッション誌『la farfa』2016年1月号にてモデルとしてデビューしている。

### スタッフ
公式発表済みのスタッフ一覧。
- 企画・原案 - PICOGRAPH、studio PROSPECT
- ゲームデザイン・シナリオ - PICOGRAPH、カワハラマサル、太田真、鹿澤美葵子、佐々木尚
- イラスト・背景制作管理 - EX-DESIGN、谷本智之、山上基希
- キャラクターデザイン協力 - たつよ、iltusa、toor、霜絵kw、ゼンマイブック、シリオ、鰐皮孫ノ手、たらんぼマン
- 背景制作 - 深山裕子、グローカルトリップ、Boy、Gig
- アニメーション制作 - 8bit rocket
  - SDキャラクターメインデザイン - 横山なつき
  - SDモンスターデザイン - 山口菜
- クライアントプログラム - ARIT、孫崎慎吾、尾関喬俊、西口敦司、小沼侑介
- サーバープログラム - studio PROSPECT、大橋敏、内田竜也、大高亮
- サウンド - studio Riccio、塚原義弘
- しんけん!!主題歌 -『Ancestral Sin』
  - 作詞/作曲 - 塚原義弘
  - 歌 - 猫体質
- エンディング曲 - 『サクラヅキ』
  - 作詞 - 土方若葉
  - 作曲 - 塚原義弘
  - 歌 - 藤田夕希
- しんけん魁!!主題曲 -『Asura』
  - 作詞 - 島みやえい子
  - 作曲 - 塚原義弘
  - 歌 - 島みやえい子
- ロゴ題字 - 笑筆家 堅山真人(ホリプロコム)
- 公式SNS担当 - 土方若葉
- 動作検証 - Blooms-tech、三浦弘子、加藤美和、三浦拓夢
- 協力
  - 専門学校 札幌マンガ・アニメ学園
  - 札幌スクールオブミュージック専門学校
  - 札幌放送芸術専門学校
  - 株式会社キシプロ
  - 株式会社ルナフラウ
  - M+Entertainment
  - 北海道芸術高等学校
  - 総合学園ヒューマンアカデミー札幌校
- プロデュース - POWERCHORD STUDIO、吉原正訓、横山由香里、高木伸也、助田哲弥、大貫佳奈子

## 関連イベント・コラボレーション
- 2015年7月18日から9月13日まで備前長船刀剣博物館にてゲームと全日本刀匠会との公式コラボイベント『真剣少女の日本刀展』が開催された[43]。当イベントは開催当時ゲーム未実装の真剣少女や妖刀鬼女のビジュアルが公開されている[44]。
- 上記の長谷部しきりのモデルデビュー記念としてゲーム内では2015年11月20日から12月18日まで雑誌に収録された描き下ろし画像が特典報酬として貰えるイベント「甘い夢ふくらんで」が開催された。[40]
- 「しんけん!!×SHIROBACOカフェ」 2016年1月9日から31日[45]、2016年3月18日から21日[46]、2016年7月29日から8月14日[47]まで。
- 「しんけん!!文化祭 in SAPPORO」 2016年11月13日開催。

## メディアミックス

### 書籍
ビジュアルブック
- 「しんけん!!公式キャラクターコレクション」（KADOKAWA/アスキー・メディアワークス、2015年7月25日発売）
- 「しんけん!!キャラクターブック」（EX-DESIGN/にじ丸商店、2018年4月22日発売）

画集
下記の画集は公式作家陣による描き下ろしのインディーズ作品の書籍である。
- 「しんけん!!公式アンソロジー　幕間画集　第一幕　縦横無尽」(EX-DESIGN、2016年4月23日発売)
- 「しんけん!!GREETING vol.1」(EX-DESIGN、2016年5月23日発売)
- 「しんけん!!公式アンソロジー　幕間画集　第二幕　千変万化」(EX-DESIGN、2017年6月24日発売[48])

### キャラクターソング
これらのグッズはEX-DESIGNの通販サイト『にじ丸商店』（旧名：しんけん商店）で全て購入可能だが上記のイベント会場で当日に公式発売された物は、通販では発売日から数日後に取り扱い開始となる事もある。
発売元は全て「studio PROSPECT」、レーベルは「studio Riccio」
| 発売日   | タイトル                                                          | 曲名 | 歌・名義                                                                                                   | 作詞・作曲・編曲                                                                                           |
| 2016年   | 2016年                                                            | 2016年 | 2016年 | 2016年 |
| -------- | ----------------------------------------------------------------- | --- | --- | --- |
| 1月8日   | しんけん!!SOUNDTRACK Vol.1                                        | Ancestral Sin                                                                                              | 猫体質 | 作詞 - 塚原義弘                                                                                            |
| 1月8日   | しんけん!!SOUNDTRACK Vol.1                                        | サクラヅキ                                                                                                 | 藤田夕希                                                                                                   | |
| 1月8日   | しんけん!!SOUNDTRACK Vol.1                                        | サンクチュアリィ                                                                                           | 首座のぞみ（永山ゆかり）                                                                                   | |
| 2月22日  | しんけん!!キャラクターイメージソング 村正せんこ                   | MURAMASA Memory                                                                                            | 村正せんこ（新井美羽）                                                                                     | |
| 3月19日  | しんけん!!キャラクターイメージソング フランベルジェ・モントーバン | Pigeon blanc Les petits poissons                                                                           | フランベルジェ・モントーバン（秦佐和子）                                                                   | |
| 3月19日  | しんけん!!キャラクターイメージソング 大包平ながめ                 | 蝶の夢 Butterfly                                                                                           | 大包平ながめ（竹下礼奈）                                                                                   | |
| 5月20日  | しんけん!!シングルコレクションVol.1                               | 上記の村正せんこ、フランベルジェ・モントーバン、大包平ながめのシングル曲全収録のネット配信販売コンテンツ。 | 上記の村正せんこ、フランベルジェ・モントーバン、大包平ながめのシングル曲全収録のネット配信販売コンテンツ。 | 上記の村正せんこ、フランベルジェ・モントーバン、大包平ながめのシングル曲全収録のネット配信販売コンテンツ。 |
| 6月30日  | しんけん!!キャラクターイメージソング集 Vol.1                      | Sweet Little Candy                                                                                         | 蛍丸あそ（芹山結衣）                                                                                       | |
| 6月30日  | しんけん!!キャラクターイメージソング集 Vol.1                      | この一度だけ                                                                                               | 一振いちご（森谷遥）                                                                                       | |
| 6月30日  | しんけん!!キャラクターイメージソング集 Vol.1                      | 情熱の不死鳥                                                                                               | 左文字みよし（山本椛）                                                                                     | |
| 6月30日  | しんけん!!キャラクターイメージソング集 Vol.1                      | 恋はUMA☆UMA                                                                                                | 小烏もろは（川端しおり）                                                                                   | |
| 6月30日  | しんけん!!キャラクターイメージソング集 Vol.1                      | 星ノコドモ                                                                                                 | 七星とみみ（いつき）                                                                                       | |
| 6月30日  | しんけん!!キャラクターイメージソング集 Vol.1                      | Les petits poissons（Unplugged）                                                                           | フランベルジェ・モントーバン（秦佐和子）                                                                   | |
| 6月30日  | しんけん!!キャラクターイメージソング集 Vol.1                      | サンクチュアリィ（Unplugged）                                                                              | 首座のぞみ（永山ゆかり）                                                                                   | 編曲・Piano - 山口真慧                                                                                     |
| 7月29日  | しんけん!!キャラクターイメージソング 竹貫いつみ                   | DEPARTURE 願いは翼                                                                                         | 竹貫いつみ（中野さいま）                                                                                   | |
| 11月13日 | しんけん!!キャラクターイメージソング集 Vol.2                      | Like a magic                                                                                               | 貞宗ものよ（一ノ瀬月琉）                                                                                   | |
| 11月13日 | しんけん!!キャラクターイメージソング集 Vol.2                      | 恋傷ビバップ                                                                                               | 歌仙むつみ（藤原ゆか）                                                                                     | |
| 11月13日 | しんけん!!キャラクターイメージソング集 Vol.2                      | あこがれFORECAST                                                                                           | 五月雨ごう（佐藤春菜）、桑名ごう（中出純奈）、村雲ごう（珠ひよこ）                                         | |
| 11月13日 | しんけん!!キャラクターイメージソング集 Vol.2                      | おやすみライオン                                                                                           | 獅子王やとり（阿部心）                                                                                     | |
| 11月13日 | しんけん!!キャラクターイメージソング集 Vol.2                      | 閃火の矢                                                                                                   | 椒林ひのえこ（脇田唯）                                                                                     | 作詞 - 脇田唯、補作詞 - 塚原義弘                                                                           |
| 11月13日 | しんけん!!キャラクターイメージソング集 Vol.2                      | 戻れない日々                                                                                               | 左文字こゆき（七星舞）                                                                                     | |
| 2019年   |                                                                   | | | |
| 7月1日   | しんけん魁!!主題曲                                                | Asura | 島みやえい子                                                                                               | 作詞 - 島みやえい子                                                                                        |

### 映像作品
しんけん!!文化祭 in SAPPORO
2017年2月22日に発売された上記イベントの内容を収録した2枚組のセットの音楽ライブDVD。
このDVDはクラウドファンディングによって目標金額の支援が達成されたためライブ映像を収録したDVDを制作して発売する事が決定したものである
。
DVD内のクレジットには記載されてないが当イベントには「永則いずも」役の声優「岩上あやか」が当日運営スタッフとして参加していた逸話がある。
クレジット
これらの出典は、DVD外側のパッケージおよびDVD内のエンドロールを参照。
- 演目
  - 第1部 - サウンドドラマ、刀匠様へのお手紙、歌合戦
  - 第2部 - しんけんアコースティックセット、スペシャルコラボ、しんけんRe-MIX
- 出演者
  - 安達めぐみ - 1部のみ
  - 新井美羽
  - 川端しおり
  - 一ノ瀬月琉
  - あきあき
  - 竹下礼奈
  - 芹山唯衣
  - 阿部心
  - 佐藤春菜
  - 中出純奈
  - 珠ひよこ - 1部のみ
  - 田端皆美 - 1部のみ
  - 佐藤舞 - 1部のみ
  - 脇田唯
  - 藤原ゆか - 1部のみ
  - 秦佐和子
  - 山本椛
  - いつき - 2部のみ
  - 七星舞 - 2部のみ
  - 塚原義弘 - 2部のみ
  - 吉田大（cello） - 2部のみ
  - 品田圭人（VJ） - 2部のみ
- Thanks・Special Thanks
  - クラウドファンディングの1万円と3万円コースのパトロンの特典による掲載の個人名。
- 映像撮影・編集・DVD製作
  - Studio MaRiBuRu
- 制作・企画
  - 「しんけん!!文化祭実行委員会」
  - 有限会社スタジオプロスペクト
  - カフェSHIROBACO
  - 株式会社スタジオリッチョ
  - 株式会社エクスデザイン
- 発売元
  - 株式会社スタジオリッチョ
- 販売元
  - 株式会社エクスデザイン

### コミカライズ作品
真剣少女探剣記
- 原作 - ピコグラフ
- 作画 - ゼンマイブック
- 企画 - エクスデザイン